# Mallomys
Mallomys is een geslacht van knaagdieren uit de muizen en ratten van de Oude Wereld.

## Verwantschap
Het is waarschijnlijk verwant aan Pogonomys en verwanten, hoewel karyologische en spermatologische gegevens wijzen op een verwantschap met de andere Nieuw-Guinese knaagdieren. Er zijn fossielen van dit geslacht bekend uit verschillende Pleistocene vindplaatsen op Nieuw-Guinea.

## Kenmerken
Dit geslacht omvat zeer grote ratten met complexe kiezen, een lange, ruige vacht en een staart met een lange witte punt. De staartschubben zijn klein. De kop-romplengte bedraagt 344 tot 470 mm, de staartlengte 279 tot 435 mm, de achtervoetlengte 62,5 tot 80 mm, de oorlengte 25,3 tot 36,5 mm en het gewicht 925 tot 2000 gram.

## Verspreiding
Deze soort komt voor op Nieuw-Guinea. 

## Soorten
Er zijn vier soorten (exclusief een onbeschreven soort uit de Vogelkop):
- Mallomys aroaensis
- Mallomys gunung – Bergwolrat
- Mallomys istapantap
- Mallomys rothschildi – Gladstaartreuzenrat